# ثنائي كبريتيت

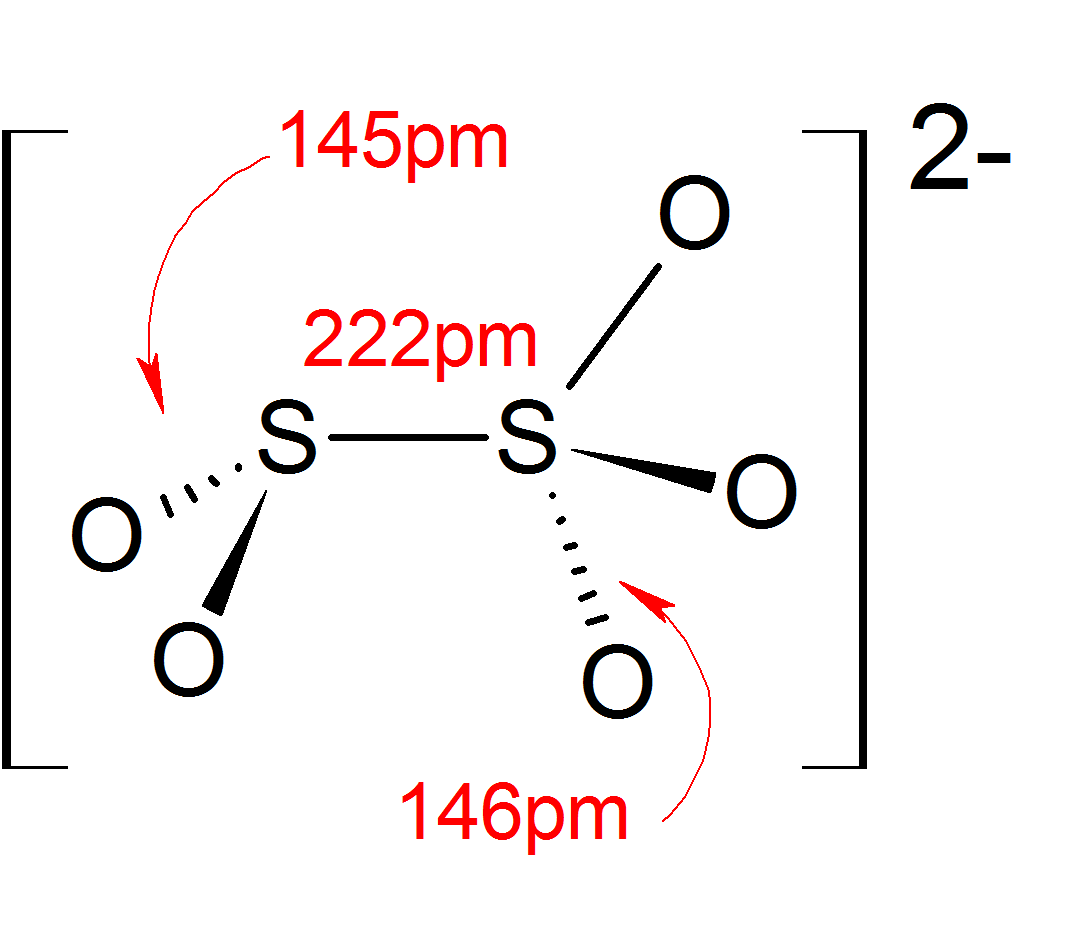
بنية أنيون ثنائي الكبريتيت

ثنائي كبريتيت (أو ميتابيكبريتيت أو بيروكبريتيت) هو أنيون أكسجيني للكبريت صيغته 2−S2O5، وهو ينتج نظرياً من نزع بروتونين من حمض ثنائي الكبريتوز (H2S2O5).
من الأمثلة على هذه الأملاح كل من ثنائي كبريتيت الصوديوم وثنائي كبريتيت البوتاسيوم، والتي تعطي عند انحلالها في الماء أنيون بيكبريتيت -HSO3؛ بالتالي فهذه الأملاح تعد ذات صلة كيميائية لكل من بيكبريتيت الصوديوم وبيكبريتيت البوتاسيوم على الترتيب.

## التحضير
تحضر هذه الملاح من نزع الماء (بلمهة) من أنيون البيكبريتيت الموافق.
{\displaystyle {\ce {2 HSO3^- <=> [O_2S-SO_3]^2- + H2O}}}

## الخواص
تبلغ حالة أكسدة الكبريت الوسطية في هذا الأنيون مقدار +4، حيث أن حالة أكسدة ذرة الكبريت المرتبطة بثلاث ذرات أكسجين تبلغ +5، في حين أن الأخرى المرتبطة بذرتي أكسجين تبلغ حالة الأكسدة فيها +3.
يحوي هذا الأنيون في بنيته على رابطة كبريت-كبريت مركزية؛ ويبلغ طولها 2.22 أنغستروم.